# Ulf Eriksson (fotbollsspelare)
Ulf "Uffe" Eriksson, född 21 februari 1958, är en svensk före detta fotbollsspelare. 

## Biografi
Mittfältaren Ulf "Uffe" Erikssons fotbollsspelande inleddes i IF Vesta. 20-årige Eriksson gjorde sedan succé i Enköpings SK som då låg i Division 2, och 1979 blev han klar för Hammarby IF. Debutsäsongen i allsvenskan blev en enda lång framgångssaga. Eriksson blev känd som en löpstark, och målfarlig yttermittfältare och på 26 matcher gjorde han tio mål. Den 17 november 1979 gjorde han även debut i det svenska landslaget mot Singapore.
1981 vann Eriksson för första gången den interna skytteligan i Hammarby med nio mål på 26 matcher. Med sin snabbhet som yttermittfältare var han en av de viktigaste beståndsdelarna i uppbyggnaden av det lag som nådde SM-finalen 1982. I hans andra landskamp från start, den 6 oktober samma år, i EM-kvalmatchen mot Tjeckoslovakien i Bratislava, kvitterade han i matchens slutminut med sitt 2-2 mål.
1983 skulle Ulf Eriksson testa på proffslivet. Efter elva matcher med Hammarby fick han ett erbjudande som han inte kunde tacka nej till. Ulf Erikssons nästa klubbadress blev grekiska Aris FC. Totalt blev det två säsonger i Grekland, men efter återkommande problem med den grekiska klubbens ekonomi återvände Eriksson till Sverige och Hammarby 1985, fram tills en knäskada gjorde att han lämnade 1989. Det blev totalt 176 allsvenska matcher och 55 mål för Hammarby.
Eriksson startade i 6 kvalmatcher inför EM 1984, 4 matcher från start i kvalet till VM 1986, och 6 matcher från start i kvalet till EM 1988. Den 15 januari 1988 spelade Eriksson sin 34:e och sista träningslandskamp mot Finland på Kanarieöarna.
Ulf Eriksson rankas, efter en omröstning på Hammarbys officiella hemsida, som den åttonde störste spelaren i klubbens historia, efter bland andra Lennart "Nacka" Skoglund, Ronnie Hellström och Kenneth "Kenta" Ohlsson.